# Inés Arango
Inés Arango ist eine Ortschaft und eine Parroquia rural („ländliches Kirchspiel“) im Kanton Francisco de Orellana der ecuadorianischen Provinz Orellana. Die Parroquia Inés Arango besitzt eine Fläche von 1473 km². Die Einwohnerzahl lag im Jahr 2010 bei 3038. Inés Arango wurde am 30. Juli 1998 aus der Parroquia Dayuma herausgelöst und bildet seither eine eigenständige Parroquia. Benannt wurde sie in Gedenken an die Kapuziner-Nonne Inés Arango, die am 21. Juli 1987 gemeinsam mit Alejandro Labaka, einem Kapuziner-Bischof und Missionar, von Angehörigen der Waorani ermordet wurde.

## Lage
Die Parroquia Inés Arango liegt im Amazonastiefland im westlichen Süden der Provinz Orellana. Der Hauptort Inés Arango befindet sich 50 km südlich der Provinzhauptstadt Puerto Francisco de Orellana. Von dieser führt eine Straße über Dayuma nach Inés Arango. Der Nordteil wird über den Río Tiputini, der Südteil über den Río Cononaco nach Osten entwässert. Das Areal weist eine maximale Längsausdehnung in Ost-West-Richtung von 56 km sowie eine maximale Längsausdehnung in Nord-Süd-Richtung von knapp 40 km auf.
Die Parroquia Inés Arango grenzt im Norden an die Parroquia Dayuma, im äußersten Nordosten an die Parroquia Alejandro Labaka, im Osten an die Parroquia Cononaco (Kanton Aguarico), im Süden an die Parroquia Curaray im Kanton Arajuno (Provinz Pastaza), im Westen an die Parroquia Chontapunta im Kanton Tena (Provinz Napo) sowie im äußersten Südwesten an die Parroquia La Belleza.